# Brandon T. Jackson
Brandon Timothy Jackson (* 7. března 1984 Detroit, Michigan) je americký herec a komik.

## Život a kariéra
Brandon se narodil v americkém Detroitu mezi 6 dalších sourozenců, do rodiny pastorky a biskupa. Navštěvoval West Bloomfield High School ve městě West Bloomfield v Michiganu. Po vystudování se přestěhoval do Los Angeles, kde se stal komikem a byl také předskokanem v pořadech takových velikánů komického umění, jakými jsou Chris Tucker nebo Wayne Brady. První větší roli v celovečerním filmu obsadil ve snímku Roll Bounce, která mu dokonce vynesla cenu Black Reel za nejlepší objev.
Hrál také například ve filmech 8 Mile, Den, kdy se zastavila Země nebo Tropická bouře.

## Filmografie
- 2001: Nikita Blues – Tyrone
- 2001: Ali – Club Goer
- 2002: Bowling for Columbine – sebe
- 2002: 8 Mile – Chin Tiki Club Goer
- 2005: Roll Bounce – Junior
- 2006: Cuttin’ da Mustard – Rolo
- 2006: Super Sweet 16: The Movie – Brian
- 2007: Společné Vánoce – El Rey MC
- 2007: Ten největší – D’Shaun
- 2007: Approaching Midnight – Artie
- 2008: Tropická bouře – Alpa Chino
- 2008: Days of Wrath – Lil 1
- 2008: Den, kdy se zastavila Země – Target Tech
- 2009: Rychlí a zběsilí – Alex
- 2009: Rogue’s Gallery – Tower
- 2009: Percy Jackson: Zloděj blesku – Grover Underwood
- 2010: Lottery Ticket – Brenny
- 2011: Agenti v sukních: Jaký otec, takový syn – Trent Pierce
- 2013: Percy Jackson: Moře nestvůr – Grover Underwood